# Amminadab (Michel-Ange)

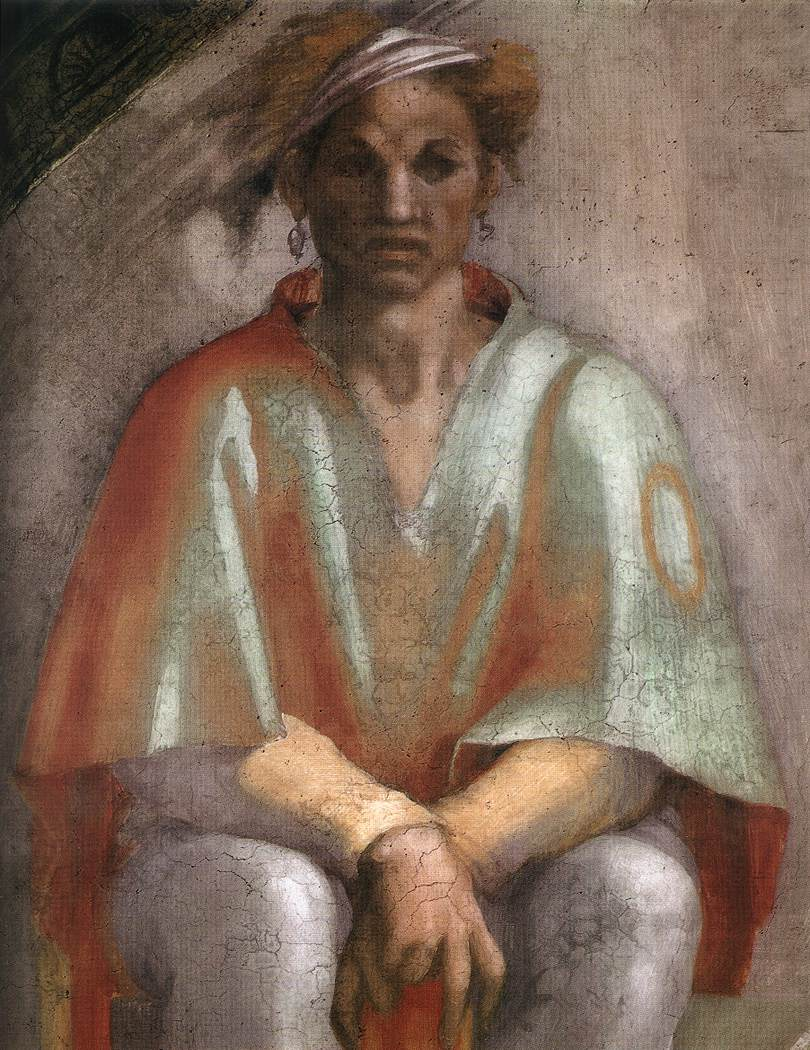
Détail.

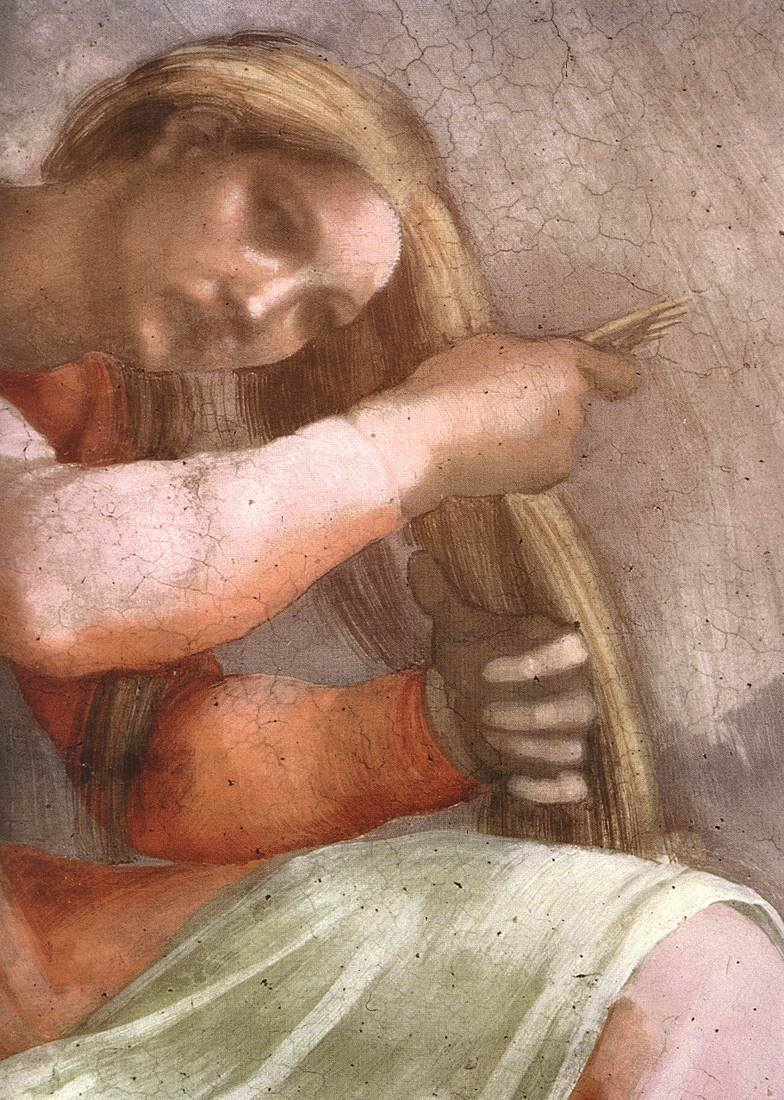
Détail.

La lunette d'Amminadab, réalisée à la fresque par Michel-Ange entre 1511 et 1512 (environ), fait partie de la décoration des murs de la chapelle Sixtine des Musées du Vatican à Rome. Elle a été réalisée dans le cadre des travaux de décoration de la voûte, commandés par Jules II.

## Histoire
Les lunettes, qui contiennent la série des Ancêtres du Christ, ont été réalisées, comme le reste des fresques de la voûte, en deux phases, à partir du mur du fond, en face de l'autel. Les derniers épisodes, d'un point de vue chronologique, des histoires ont donc été les premiers à être peints. À l'été 1511, la première moitié de la chapelle devait être achevée, nécessitant le démontage de l'échafaudage et sa reconstruction dans l'autre moitié. La deuxième phase, qui a débuté en octobre 1511, s'est terminée un an plus tard, juste à temps pour le dévoilement de l'œuvre la veille de la Toussaint 1512.
Parmi les parties les plus noircies de la décoration de la chapelle, les lunettes ont été restaurées avec des résultats étonnants en 1986.
La lunette d'Amminadab est probablement la quatorzième (sur seize) à être peinte par Michel-Ange, la sixième après le remontage de l'échafaudage en bois, ainsi que la dernière de celles conservées aujourd'hui (les deux dernières sur le mur de l'autel ont été détruites pour faire de la place au Jugement dernier).

## Description et style
Les lunettes suivent la généalogie du Christ à partir de l'Évangile selon Matthieu. Amminadab et sa femme sont représentés dans la première lunette du mur de droite en partant de l'autel, sous le pendentif du Serpent d'airain.
Elle est organisée avec une figure sur chaque moitié, entrecoupée du cartouche avec le nom du protagoniste écrit en capitales romaines : « AMINADAB  ». Dans les lunettes de la deuxième partie, la plaque a une forme simplifiée, sur l'insistance du pape qui voulait une conclusion rapide des travaux. La couleur de fond de ces scènes est également différente, plus claire, avec des figures plus grandes et une exécution plus rapide et plus fluide.  L'agrandissement des proportions est un dispositif optique, conçu pour ceux qui se déplacent dans la chapelle de la porte à l'autel (comme dans les processions solennelles), qui amplifie de façon illusionniste la taille de l'espace. 
Les dernières lunettes, comme le confirment les sources, ont été peintes plus rapidement : le plâtre était souvent trop frais et mou, l'artiste grattait la surface avec des pinceaux, au point de laisser parfois des poils emprisonnés dans le mortier. À certains endroits, comme dans les pieds de la femme, le pigment est très raréfié et, en observation attentive, ils apparaissent à peine esquissés, par un seul coup de pinceau.
Au centre de la lunette se trouve un grand repeint plus sombre, dû à un détachement à la suite de graves infiltrations d'eau. La tonalité de la restauration indique comment à cette époque (en 1564, par Carnevali) les lunettes étaient déjà considérablement noircies.
Amminadab, prince de la tribu de Juda, est assis à gauche dans une position strictement frontale, le torse droit, les pieds joints, les mains étroitement entrelacées entre ses genoux, les avant-bras au repos. Son expression semble trahir une forte tension intérieure, avec des traits fortement marqués sous un buisson de cheveux corbeau attachés avec un bandeau blanc. Il porte des boucles d'oreilles avec des pendentifs (dessinés de manière inégale avec un coup de pinceau très rapide), une cape irisée, du rouge au vert pâle, et un pantalon blanc serré qui montre son physique athlétique. Sa pose se retrouve dans une étude du carnet dit d'Oxford et eut une diffusion considérable, étant reprise par de nombreux artistes dont Giuseppe Valeriano pour son Christ moqué dans l'église du Gesù.
La femme de droite est dans une pose inhabituelle dans l'iconographie de l'époque, probablement étudiée à partir du réel. Elle est assise, mais elle se tourne vers le spectateur, faisant tourner ses jambes croisées et son torse, avec un jeu complexe de torsions. Le dos et la tête sont pliés tandis qu'elle est en train de peigner ses longs cheveux blonds. La robe rose est particulièrement moulante, comme mouillée, s'accrochant au corps et révélant son anatomie athlétique, particulièrement masculine, au bras musclé comme chez les autres femmes du plafond. Un tissu vert clair est étalé sur ses cuisses et les chaussures sont jaune vif. Le jeu de la lumière et de l'ombre est remarquable. Une belle main raccourcie, avec la paume dans l'ombre et les phalanges illuminées, soulève les cheveux à peigner. La femme apparaît esquissée dans une page du carnet dit d'Oxford conservé à l'Ashmolean Museum.